# Oxytropis glandulosa
Oxytropis glandulosa là một loài thực vật có hoa trong họ Đậu. Loài này được Turcz. miêu tả khoa học đầu tiên.